# Liga Uruguaya de Football Amateur
La Liga Uruguaya de Football Amateur fue una liga de fútbol amateur creada en Uruguay en 1932, a partir de la creación de la Liga Uruguaya de Football Profesional, que separó los 10 clubes que se volvieron profesionales del resto de los equipos que permanecieron en el amateurismo. La Liga contenía tres divisiones principales: Primera (amateur), Intermedia y Extra. Además, también la integraban ligas de barrio y del interior.
Los equipos que formaron en 1932 la Primera División de la Liga Amateur fueron Misiones (desplazado de la Liga Profesional a pesar de haber culminado en 6° puesto en el Uruguayo 1931), Cerro, Colón (campeón 1931 de Intermedia), Deportivo Juventud, Fénix, Intrépido Belgrano, Lito, Liverpool,  Maroñas, Progreso, Universitario y Uruguay Montevideo.
La Liga Amateur duró hasta 1936, cuando fue anexada toda la estructura nuevamente en conjunto con la Liga Profesional. Se mantiene la Primera División Profesional, la Primera División Amateur pasa a ser la nueva Intermedia y se crea la nueva Divisional Extra, la cual fusiona a las Intermedia y Tercera Extra de la Liga Amateur.

## Primera División (Liga Amateur)
Categoría principal, otorgaba el título de campeón uruguayo de la Liga de Football Amateur.
| Primera División (Liga Amateur) |  |                                                                            |                                                                            |                                                                            |
| Año                             |  | Campeón                                                                    |                                                                            | Subcampeón                                                                 |
| 1932                            |  | Misiones                                                                   |                                                                            |                                                                            |
| 1933                            |  | Colón                                                                      |                                                                            | Progreso                                                                   |
| 1934                            |  | Liverpool                                                                  |                                                                            | Montevideo Olimpia                                                         |
| 1935                            |  | No se disputó (debido a que el torneo anterior finalizó en junio de 1935). | No se disputó (debido a que el torneo anterior finalizó en junio de 1935). | No se disputó (debido a que el torneo anterior finalizó en junio de 1935). |

## Divisional Intermedia
Segunda categoría dentro de la Liga Amateur, otorgaba ascensos a Primera División de la Liga Amateur. La primera edición (1932) la disputaron los siguientes equipos: Tiro Federal, Sportivo Maldonado, Wilson, Defensor Durazno, Plus Ultra, Miguelete, Ferrocarril, Mauá, Charleston, Villarón, Nivaría, Chimborazo y Porvenir.
| Divisional Intermedia (Liga Amateur) |  |                    |
| Año                                  |  | Campeón            |
| 1932                                 |  | Wilson             |
| 1933                                 |  | Montevideo Olimpia |
| 1934                                 |  | Maroñas            |
| 1935                                 |  | Miramar            |

## Divisional Extra
Tercera categoría dentro de la Liga Amateur, otorgaba ascensos a la Intermedia de la Liga Amateur. Los equipos de la primera temporada fueron: Última Hora, Húngaros del Uruguay, La Luz, Artigas, Universal Albion, Everton, Spikerman, Universal, Deportivo Oriental, Reformers, Cardal, Municipal, Charrúa, Celta, Smidel, Bernardo Glucksman, Aupi, Ariel, Montevideo Olimpia, Libertad, Uruguay Manga, Lengue Lengue, Independencia, Instrucciones y Dorado.
| Divisional Extra (Liga Amateur) |  |                  |
| Año                             |  | Campeón          |
| 1932                            |  | Última Hora      |
| 1933                            |  | La Luz           |
| 1934                            |  | Artigas          |
| 1935                            |  | Bolton Wanderers |